# Așchileu Mic
Așchileu Mic – wieś w Rumunii, w okręgu Kluż, w gminie Așchileu. W 2011 roku liczyła 343 mieszkańców.